# كأس صربيا 2009–10
كأس صربيا 2009–10 (بالصربية: Куп Србије у фудбалу 2009/10.)‏ هو موسم من كأس صربيا. فاز فيه النجم الأحمر بلغراد.